# Список літаків ДРЛС

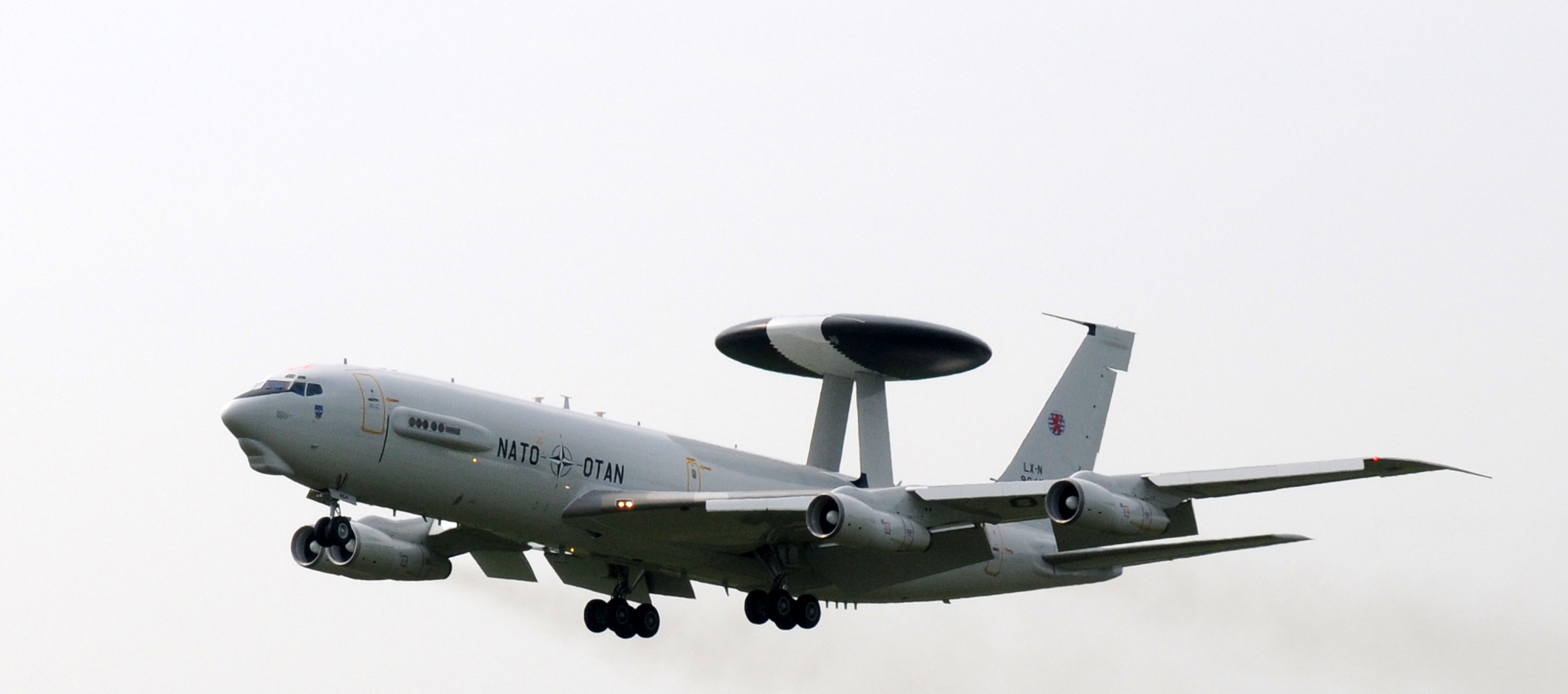
NATO AWACS E-3 Sentry

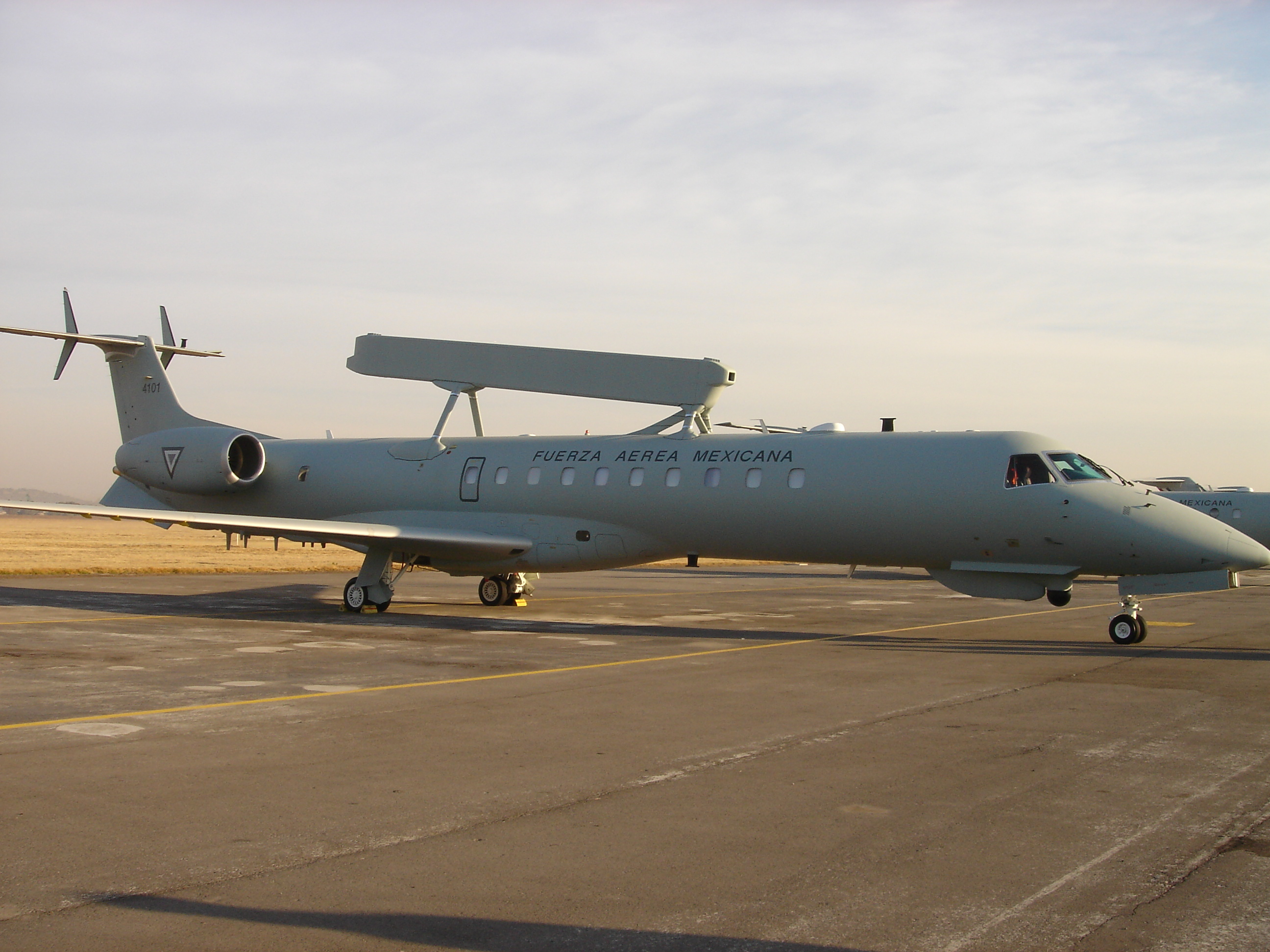
Embraer R-99A

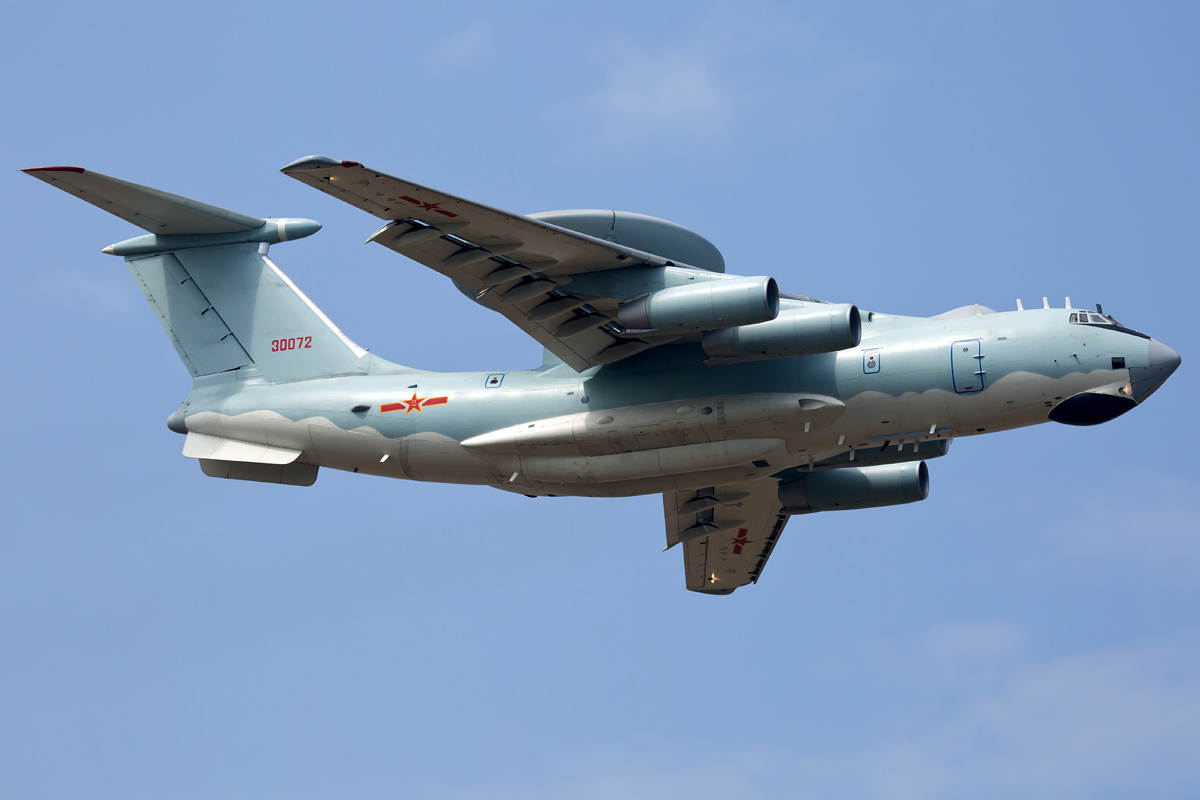
ВПС КНР KJ-2000

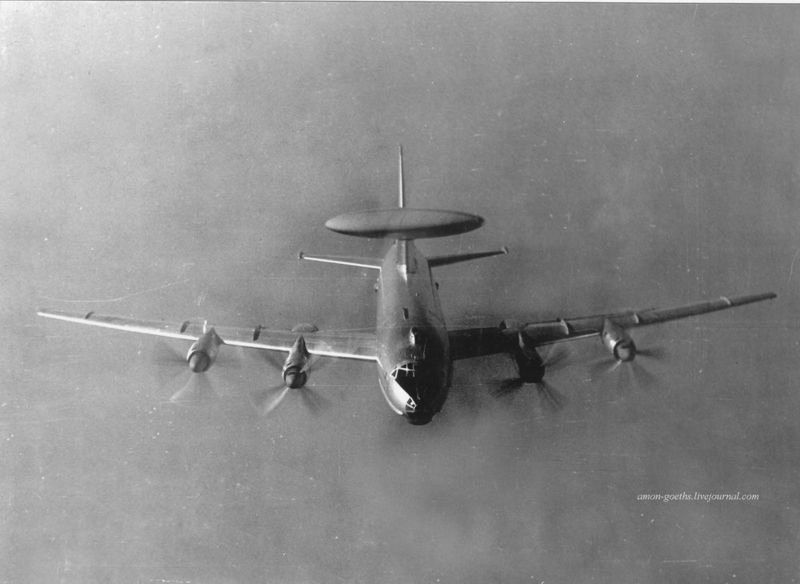
Туполєв Ту-126

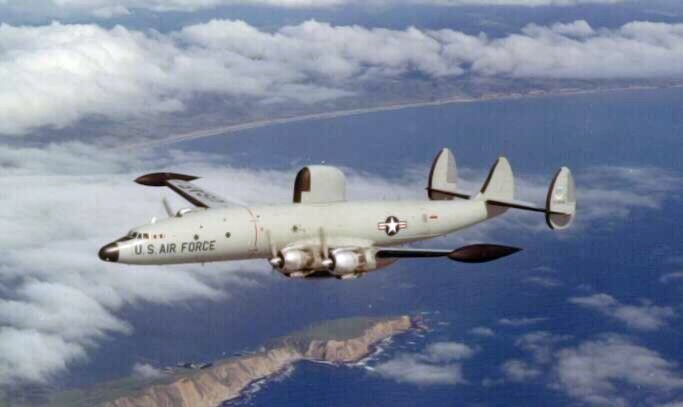
Lockheed EC-121 Warning Star

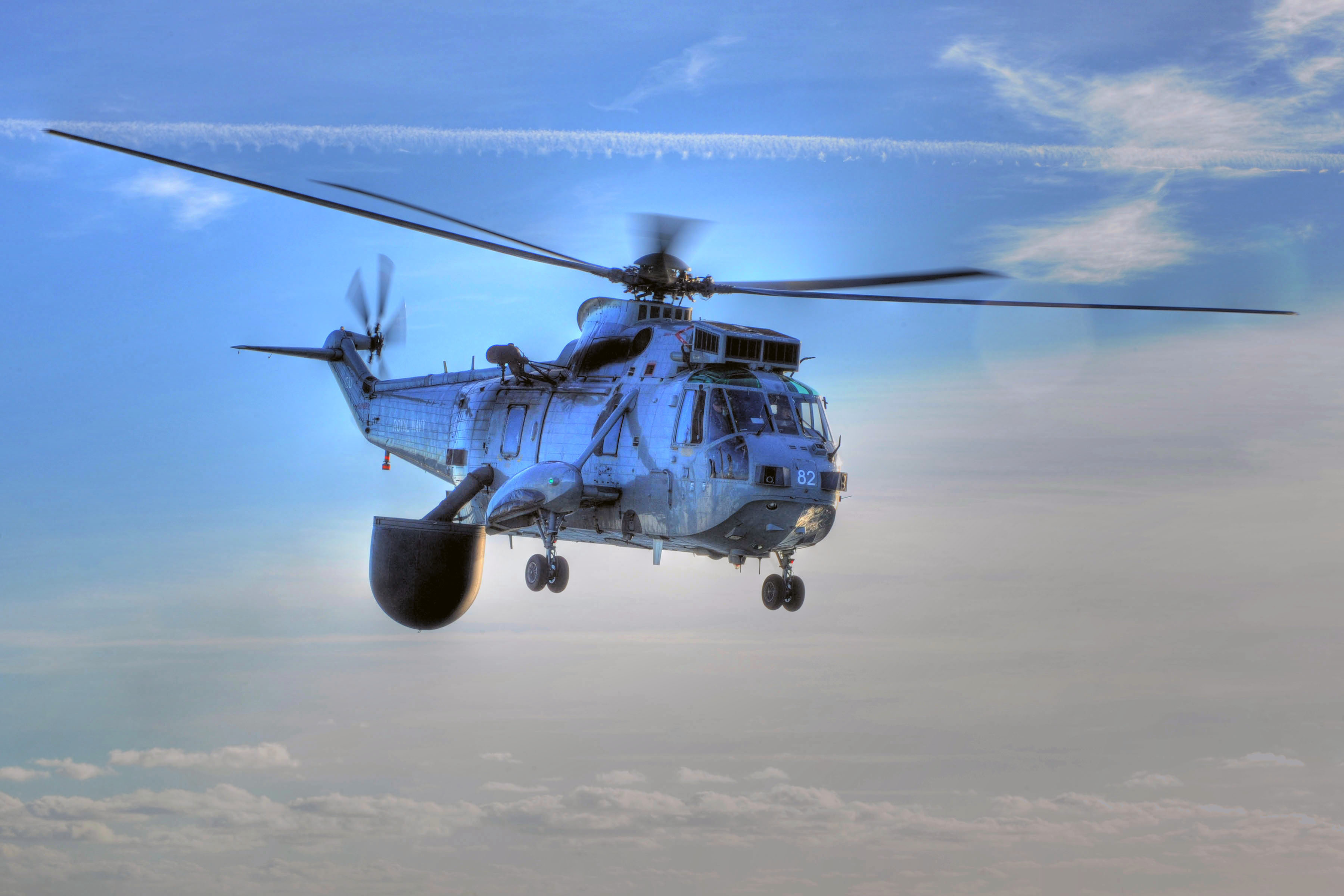
Westland Sea King

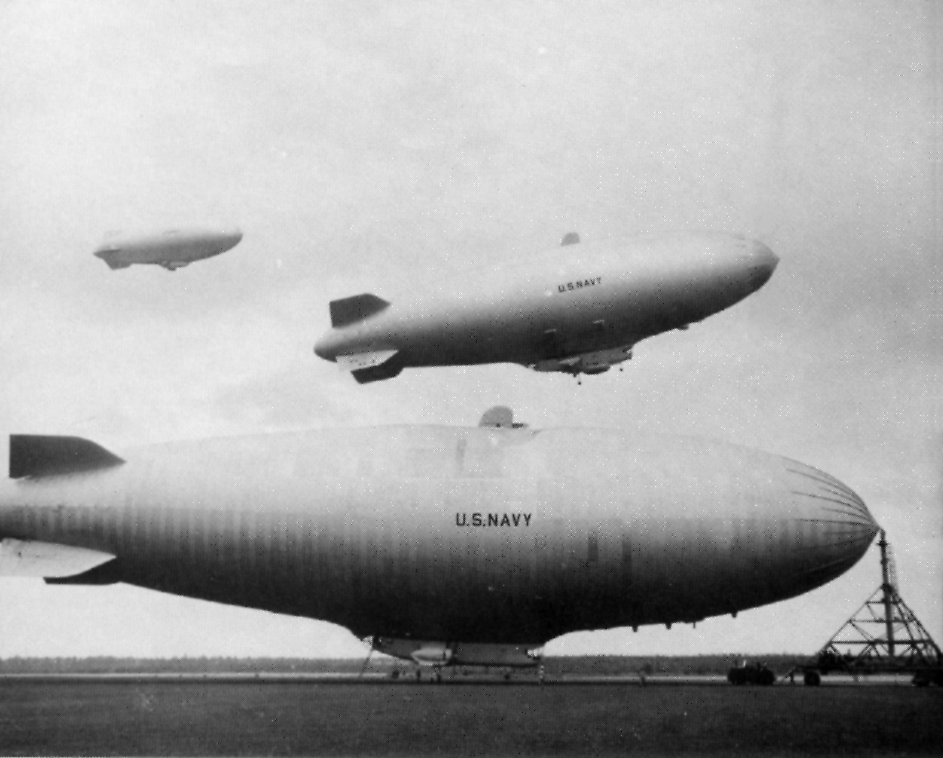
N class blimp

Список складається з літальних апаратів - комплексів ДРЛС котрі знаходяться на озброєнні ВПС різних країн, так і виведених з експлуатації.
| Проект                                              | Категорія  | Країна          | 1-й політ | Усього вип. | Статус             |
| --------------------------------------------------- | ---------- | --------------- | --------- | ----------- | ------------------ |
| Ан-71                                               | літак 2дв. | СРСР            | 1985      | 3           | знятий з озброєння |
| AgustaWestland Model 112/EH-101A                    | гвинтокрил | Італія          | 2009      | 4           | використовується   |
| Avro Shackleton AEW.2                               | літак 4дв. | Велика Британія | 1972      | 12          | знятий з озброєння |
| Бериев А-50                                         | літак 4дв. | СРСР            | 1978      | 40 ~        | використовується   |
| Boeing 707 Phalcon/Condor                           | літак 4дв. | Ізраїль         | 1993      | 2+          | використовується   |
| Boeing 737 AEW&amp;C                                | літак 2дв. | США             | 2004      | 14          | використовується   |
| Boeing B-29 AEW                                     | літак 4дв. | США             | 1951      | 3           | знятий з озброєння |
| Boeing EC-137D                                      | літак 4дв. | США             | 1972      | 2           | знятий з озброєння |
| Boeing E-3 Sentry                                   | літак 4дв. | США             | 1975      | 68          | використовується   |
| Boeing E-767                                        | літак 2дв. | США             | 1996      | 4           | використовується   |
| Boeing PB-1W Flying Fortress                        | літак 4дв. | США             | 1945      | 31          | знятий з озброєння |
| British Aerospace Nimrod AEW3                       | літак 4дв. | Велика Британія | 1980      | 11          | знятий з озброєння |
| Britten-Norman AEW Defender                         | літак 2дв. | Велика Британія | 1988      | 2+          | прототип           |
| Changhe Z-8 AEW                                     | гвинтокрил | КНР             | 2009      | 1+          | прототип           |
| Douglas Skyraider AEW variants                      | літак 1дв. | США             | 1947      | 418         | знятий з озброєння |
| DRDO AEW&CS                                         | літак 2дв. | Індія           | 2011      | 3           | прототип           |
| EADS CASA C-295 AEW                                 | літак 2дв. | Іспанія         | 2011      | 1           | прототип           |
| Embraer R-99A/E-99/EMB 145 AEW&amp;C                | літак 2дв. | Бразилія        | 1999      | 15+         | використовується   |
| Fairey Gannet AEW.3                                 | літак 1дв. | Велика Британія | 1958      | 44          | знятий з озброєння |
| Fairey Gannet AEW.7                                 | літак 1дв. | Велика Британія | n/a       | 0           | скасований         |
| Goodyear ZP2N-1W                                    | дирижабль  | США             | 1955      | 3           | знятий з озброєння |
| Goodyear ZPG-3W                                     | дирижабль  | США             | 1958      | 4           | знятий з озброєння |
| Grumman E-1 Tracer                                  | літак 2дв. | США             | 1956      | 88          | знятий з озброєння |
| Grumman E-2 Hawkeye                                 | літак 2дв. | США             | 1960      | 276         | використовується   |
| Grumman TBM-3W Avenger                              | літак 1дв. | США             | 1944      | 40          | знятий з озброєння |
| Gulfstream G550/IAI Eitam                           | літак 2дв. | Ізраїль/ США    | 2006      | 8           | використовується   |
| HAL 748 Airborne Surveillance Platform              | літак 2дв. | Індія           | 1990      | 3           | використовується   |
| Hawker Siddeley P.139B                              | літак 2дв. | Велика Британія | n/a       | 0           | скасований         |
| Камов Ка-31                                         | гвинтокрил | СРСР            | 1983      | 35+         | використовується   |
| KJ-1 AEWC                                           | літак 4дв. | КНР             | 1971      | 2           | прототип           |
| KJ-200 'Y-8W Balanced Beam'                         | літак 4дв. | КНР             | 2001      | 5           | використовується   |
| KJ-2000                                             | літак 4дв. | КНР             | 2003      | 5           | прототип           |
| KJ-3000                                             | літак 4дв. | КНР             | 2013      | 4           | використовується   |
| Lockheed AMSS (S-3 derivative)                      | літак 2дв. | США             | n/a       | 0           | скасований         |
| Lockheed WV-2/PO-2W/EC-121 Warning Star             | літак 4дв. | США             | 1949      | 232         | знятий з озброєння |
| Lockheed EC-130V Hercules                           | літак 4дв. | США             | 1991      | 1           |                    |
| Lockheed P-3 AEW&C                                  | літак 4дв. | США             | 1988      | 8           | використовується   |
| Saab 340 AEW&C (S 100 B/D Argus)                    | літак 2дв. | Швеція          | 1994      | 8           | використовується   |
| Saab 2000 AEW                                       | літак 2дв. | Швеція          | 2008      | 5           | використовується   |
| Saab GlobalEye                                      | літак 2дв. | Швеція          | 2018      | 5           | використовується   |
| Shaanxi KJ-500                                      | літак 4дв. | КНР             | 2013      | 2+          | прототип           |
| Shaanxi Y-8W                                        | літак 4дв. | КНР             |           | 4           | використовується   |
| Shaanxi Y-8J AEW                                    | літак 4дв. | КНР             | 1998      | 4           | прототип           |
| Shaanxi Y-8 AWACS                                   | літак 4дв. | КНР             |           | 4           | використовується   |
| Shaanxi ZDK-03 AEW&C                                | літак 4дв. | КНР             | 2010      | 4           | використовується   |
| Sikorsky SH-3H AEW                                  | гвинтокрил | Іспанія         |           | 3           | використовується   |
| Sikorsky HR2S-1W                                    | гвинтокрил | США             | 1958      | 2           | знятий з озброєння |
| Туполев Ту-126                                      | літак 4дв. | СРСР            | 1962      | 12 ~        | знятий з озброєння |
| Vickers Wellington Ic "Air Controlled Interception" | літак 2дв. | Велика Британія | 1944      | 1           | знятий з озброєння |
| Westland Sea King AEW.2/AEW.5/ASaC7                 | гвинтокрил | Велика Британія | 1982      | 13          | використовується   |
| Xian JZY-01                                         | літак 2дв. | КНР             | 2012      | 1           | прототип           |
| Яковлев Як-44                                       | літак 2дв. | Росія           | n/a       | 0           | скасований         |